# Selena + Chef
Selena + Chef é um programa de culinária da TV americana apresentado por Selena Gomez que estreou na Max em 13 de agosto de 2020. A primeira temporada consiste em 10 episódios. Em agosto de 2020, a série foi renovada para uma segunda temporada, que estreou em 19 de novembro de 2020 e continua no início de 2021. Em abril de 2021, a série foi renovada para uma terceira temporada que foi lançado em 28 de outubro de 2021. Em novembro de 2021, a série foi renovada para uma quarta temporada que estreou em 18 de agosto de 2022. Em 2 de outubro de 2023, foi anunciado que o a série retornaria para um especial de feriado intitulado Selena + Chef: Home for the Holidays estreado em 30 de novembro de 2023 no Food Network
. 

## Premissa
Selena Gomez estrela sua própria série de culinária não roteirizada, filmada em sua casa durante a quarentena. Em cada episódio Selena tem a companhia remota de um chef profissional diferente, onde eles compartilham dicas e truques valiosos e lidam com desastres na cozinha. Cada episódio também dá destaque a uma organização de caridade selecionada pelo chefe convidado, que recebe a doação de 10 mil dólares pelo programa. Até o fim da segunda temporada, Selena+Chef já havia arrecadado mais de US$360.000 (aproximadamente 2 milhões de reais) para 23 organizações de caridade .

## Elenco
Selena Gomez estrela como a apresentadora da série. Os convidados confirmados incluem:
- Angelo Sosa
- Antonia Lofaso
- Candice Kumai
- Daniel Holzman
- Jon Shook
- Vinny Dotolo
- Ludo Lefebvre
- Nancy Silverton
- Nyesha Arrington
- Roy Choi
- Tanya Holland

### Participações Especiais
- Nana Cornett
- Papa Cornett
- Liz Golden
- Raquelle Stevens

## Episódios
| N.º | Título                      | Lançamento           |
| --- | --------------------------- | -------------------- |
| 1   | "Selena + Ludo Lefebvre"    | 13 de agosto de 2020 |
| 2   | "Selena + Antonia Lofaso"   | 13 de agosto de 2020 |
| 3   | "Selena + Candice Kumai"    | 13 de agosto de 2020 |
| 4   | "Selena + Roy Choi"         | 20 de agosto de 2020 |
| 5   | "Selena + Jon and Vinny"    | 20 de agosto de 2020 |
| 6   | "Selena + Nancy Silverton"  | 20 de agosto de 2020 |
| 7   | "Selena + Angelo Sosa"      | 27 de agosto de 2020 |
| 8   | "Selena + Tanya Holland"    | 27 de agosto de 2020 |
| 9   | "Selena + Daniel Holzman"   | 27 de agosto de 2020 |
| 10  | "Selena + Nyesha Arrington" | 27 de agosto de 2020 |

## Produção

### Desenvolvimento
Em 5 de maio de 2020, a HBO Max deu luz verde para uma série de culinária de 10 episódios apresentada por Selena Gomez e desenvolvida por Aaron Saidman. Gomez foi a produtora executivo da série ao lado de Eli Holzman, Leah Hariton e Saidman. O conceito da série foi inspirado pela própria experiência de Gomez e luta para cozinhar para si mesma durante a quarentena, e os produtores se comprometeram a documentar isso de uma forma que fosse "não ensaiada, não filtrada e verdadeiramente improvisada".

## Filmagens
Filmado durante a pandemia de COVID-19, protocolos de segurança estritos foram seguidos, sem nenhum membro da equipe jamais presente na cozinha de Gomez. Os chefs apresentados em cada episódio aparecem remotamente.

## Lançamento
A primeira temporada da série estreiou dia 13 de agosto de 2020 na HBO Max. Em 21 de janeiro de 2021 foram lançados os três primeiros episódios da segunda temporada, com o restante sendo lançado nas duas semanas seguintes. A terceira temporada do programa segue sem data de estreia anunciada. 